# Amale
Amale – gaun wikas samiti w środkowej części Nepalu  w strefie Dźanakpur w dystrykcie Sindhuli. Według nepalskiego spisu powszechnego z 2001 roku liczył on 380 gospodarstw domowych i 2298 mieszkańców (1158 kobiet i 1140 mężczyzn).